# 萨比娜·屈勒
萨比娜·屈勒（瑞典語：Sabina Küller，1994年9月22日—），瑞典女子冰球运动员，场上位置是前锋。她曾代表瑞典国家队参加2018年冬季奥林匹克运动会冰球比赛，获得第七名。